# Sismomètre fond de mer

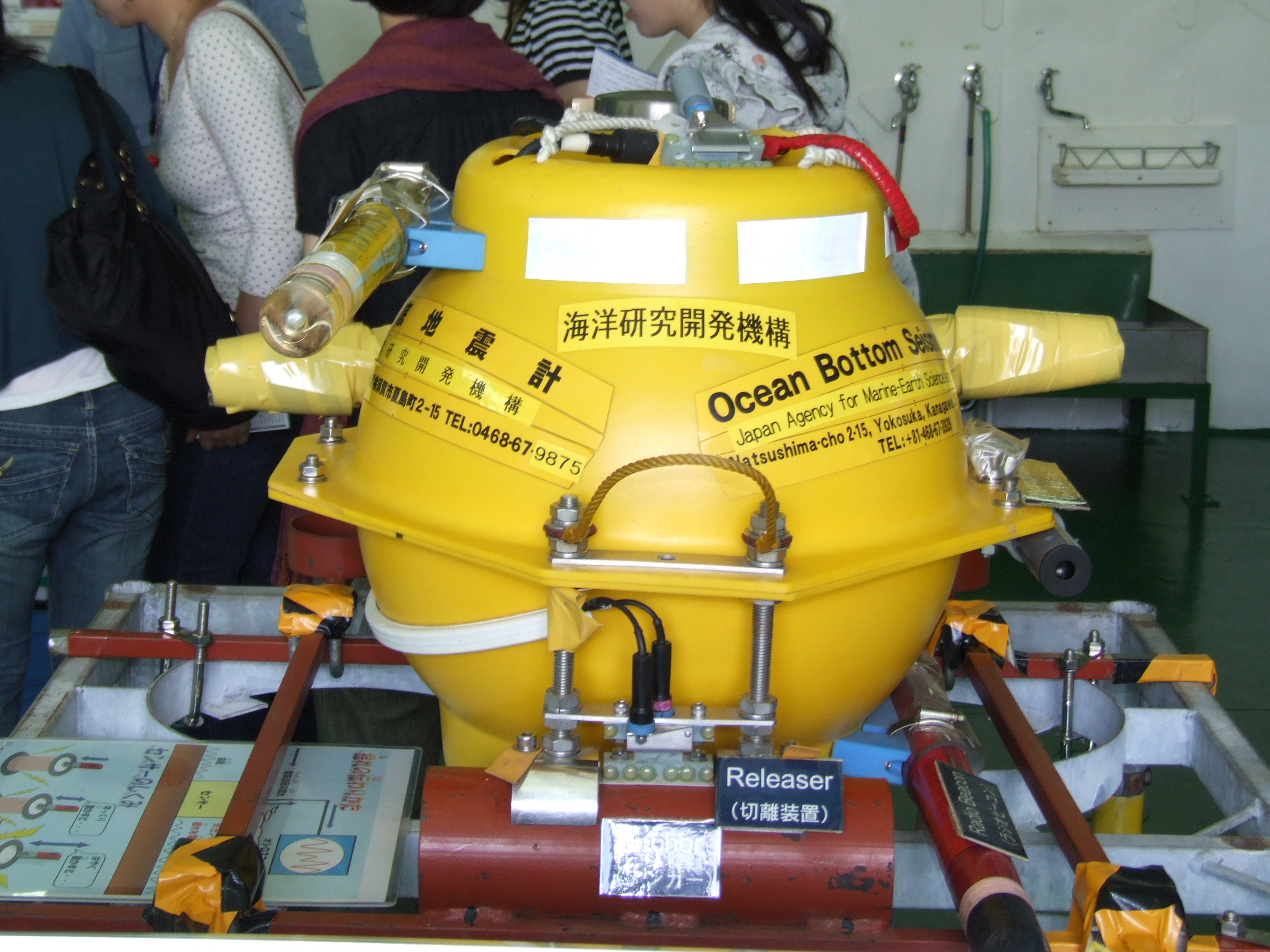
Un sismomètre fond de mer de l'Agence japonaise pour les géosciences et technologies marines.

Un sismomètre fond de mer ou OBS (pour l'anglais ocean-bottom seismometer) est un instrument autonome utilisé pour enregistrer les mouvements de la terre sous les océans, les mers ou les lacs. Ces mouvements appelés signaux sismiques peuvent provenir de sources naturelles (séisme, éboulement sous-marin) ou artificielles (dynamite, canon à air comprimé). Ces appareils sont utilisés pour localiser des séismes ou déterminer les structures de vitesse des roches des fonds sous-marin.